# Jes Wienberg
Jes Wienberg, född 13 februari 1956 i Silkeborg i Danmark, är en dansk-svensk arkeolog.
Jes Wienberg utbildade sig på Århus universitet med en kandidatexamen i medeltidsarkeologi 1983. Han disputerade 1993  i medeltidsarkeologi vid Lunds universitet på en avhandling om gotiseringen av de omkring 2700 medeltidskyrkorna i Danmark. Han har varit knuten till Institutionen för arkeologi och antikens historia vid Lunds universitet sedan 1984, sedan 1992 som universitetslektor, 1995 som docent och 2000 som professor . Hans forskning är inriktad på kyrkoarkeologi, minnesmärken/monument och kulturarv/världsarv.  
Jes Wienberg är gift med arkeologen, Bodil Petersson (född 1967), som är professor vid Linnéuniversitetet i Kalmar.

## Utmärkelser, ledamotskap och priser
- Ledamot av Vetenskapssocieteten i Lund (LVSL, 1997)[1]
- Ledamot av Kungliga Humanistiska Vetenskapssamfundet i Lund